# Exopolitique
 (novembre 2021).
L'exopolitique est la discipline qui étudie les relations entre notre civilisation et d’autres supposées civilisations intelligentes de l’Univers. Une recherche sur JSTOR (contraction de Journal Storage) indique que le premier article recensé sur cette discipline parait en 2005 dans la revue World Affairs: The Journal of International Issues (1990-2019). Intitulé Directions Towards An Exopolitics Initiative et rédigé par Alfred Lambremont Webre, cet article propose d'anticiper notre exopolitique avant d'être confronté à d'autres civilisations intelligentes. 
A ce jour, on recense au moins un institut d'exopolitique fondé en avril 2005 : le Exopolitics Institute (Hawaï, USA) fondé par le Dr Michael E. Salla, australien de naissance. Dès 2004, ce dernier publia l'ouvrage Exopolitics: Political Implication of the Extraterrestrial Presence. 

## Étymologie
Le mot dérive du grec ancien éxo (« hors de ») et de politique.

## Histoire

### XIIIe siècle
Le premier texte médiéval connu pouvant suggérer une telle relation est Le Miroir royal, rédigé en vieux norvégien par un auteur anonyme aux alentours de 1250. Nous utiliserons la traduction anglaise de 1917 de Laurence M. Larson (1868-1938). Nous proposons une traduction libre de la page 117.
« Un dimanche alors que la population était à la messe à l’église, il advint qu’une ancre a été abandonnée du ciel comme si jetée d’un navire. Par une corde elle était rattachée, et l’un des becs de l’ancre a été pris dans la voûte au-dessus de la porte de l’église. Les gens se sont précipités tous hors de l’église et émerveillés autant que leurs yeux ont suivi la corde vers le haut. Ils ont vu un navire avec des hommes à bord flottant devant le câble d’ancrage ; et ils ont vu un homme sauter par-dessus bord et plonger vers le bas de l’ancre comme pour la libérer. Les mouvements de ses mains et ses pieds et toutes ses actions apparaissaient comme ceux d’un homme qui nage. Quand il est descendu à l’ancre, il a essayé de la libérer, mais les gens immédiatement se précipitèrent et tentèrent de le saisir. (…) L’évêque était présent lorsque cela se produisait et interdit à la population de saisir l’homme ; car, dit-il, cela pourrait s’avérer fatal comme quand on est sous l’eau. Dès que l’homme fut libéré, il se hâta de retourner à bord du navire ; et l’équipage coupa la corde et le navire navigua loin hors de vue. Mais l’ancre est restée dans l’église depuis lors, comme un témoignage de cet événement. »
Selon le récit, l'action se déroule à Cloena, en Irlande.

### XVIIe siècle
En 1608, un imprimeur de Lyon publie un compte-rendu anonyme intitulé "Discours des terribles et espouventables signes apparus sur la mer de Gennes (...)". On se contentera d'une citation :
« Au commencement du mois d’août de l’an mix six cent huit, sur la mer de Gênes s’est vu les plus horribles signes que de mémoire d’homme ait été parlé, ni écrit, les uns étaient en figures humaines ayant des bras qui semblaient être couverts d’écailles et tenaient en chacune de leur main deux horribles serpents volants, qui leur entortillaient les bras, et ne paraissaient que depuis le nombril, en haut hors de la mer et jetaient des cris si horribles, que c’était chose du tout épouvantable, et parfois se plongeaient dans la mer, puis ressortaient en d’autres endroits loin de là, hurlaient des cris si épouvantables que plusieurs en ont été malades de la peur qu’ils en aient eu, ils en voyaient qui semblaient être en figure de femmes ; d’autres avaient le corps comme corps humains, tout couverts d’écailles, mais la tête était en forme d’un dragon. »
Selon le récit, l'action se déroule à Gênes mais aussi, quelques jours plus tard, à Martigues. Le texte précise que la seigneurie de Gênes tira huit cents coups de canon pour "ôter de ce lieu" les importuns.

### XVIIIe siècle

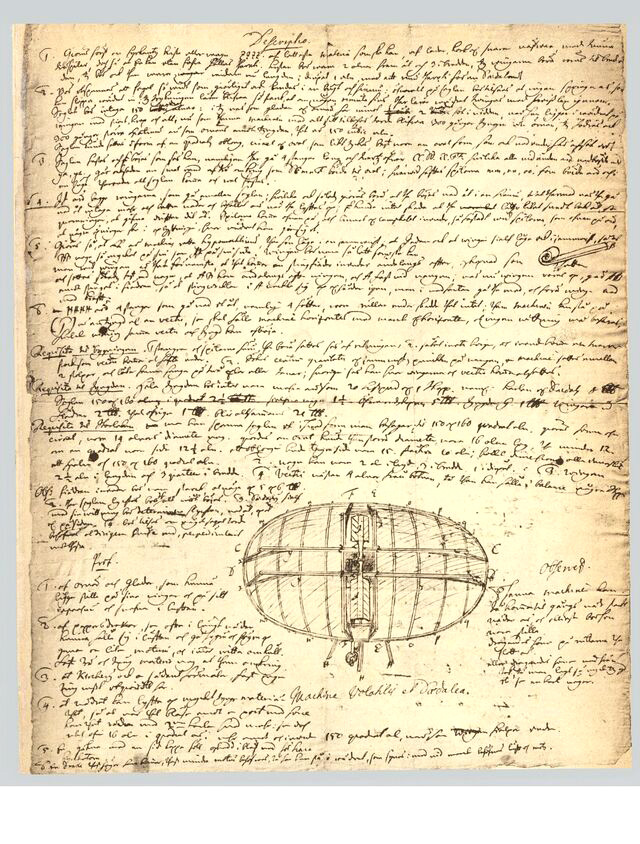
La machine volante, dessinée par Swedenborg en 1714. Le pilote est assis au centre

En 1758, le philosophe suédois Emanuel Swedenborg publie De Coelo et ejus Mirabilibus, et de INferno, ex Auditis et Visis. On citera un passage de la page 306 de la traduction française ("Le Ciel, ses merveilles et l'Enfer, d'après ce qui a été vu et entendu") de Le Boys des Guays (Fischbacher, 1899.
« Il y a des Esprits dont l'unique application est de s'acquérir des connaissances, parce qu'elles seules font leurs délices ; il est en conséquence permis à ces Esprits d'aller de côté et d'autre, et aussi de passer du monde de ce Soleil dans d'autres, et de s'amasser des connaissances : ils m'ont dit qu'il y a des Terres habitées par des hommes, non-seulement dans ce monde solaire, mais encore en dehors de lui, dans le ce Ciel Astral, en nombre immense : ces Esprits sont de la Planète de Mercure. »
Ce philosophe revendiquait des rêves et des visions mystiques mais aussi des communications avec des "esprits".

### XIXe siècle
Le premier individu connu revendiquant ouvertement une relation avec un membre d'une autre civilisation intelligente se nommait Thomas Blot. En 1891, il publia à San Francisco le compte-rendu (173 pages) de cette relation sous le titre The man from Mars. His morals, politics and religion. Il décrit un interlocuteur humain s'exprimant en anglais et affable.